# Oude Beurs (Rijsel)
De Oude Beurs van Rijsel (Frans: Vieille Bourse  , Spaans: Bolso Viejo) is een historische handelsbeurs in Vlaamse Barokstijl te Rijsel. Dit bouwwerk heeft ook elementen uit het Maniërisme. De handelsbeurs werd gebouwd tussen 1652 en 1653 , tijdens het Spaanse bewind over de Habsburgse Nederlanden onder Koning Filips IV van Spanje , door de Zuid-Nederlandse architect en stadsbouwmeester Julien Destrez. De Koning van Spanje gaf in 1651 toestemming voor de bouw ervan. In latere tijd werd het gebouw een aantal keer verbouwd, waaronder in 1883

## Geschiedenis
Voordat de handelsbeurs werd gebouwd in de jaren  1652 en 1653 was Rijsel natuurlijk al eeuwenlang het bestuurscentrum van  Rijsels-Vlaanderen of Waals-Vlaanderen. En natuurlijk een belangrijke lakenstad , die begonnen was als satellietstad van het Artesische Atrecht dat in de 12e eeuw, een belangrijk financieel centrum was, binnen de Nederlanden en waar al veel handel met de Noord-Italiaanse stadstaten werd gedreven, zoals bijvoorbeeld Genua. In Rijsel wordt bijvoorbeeld het verven van laken voor het Toscaanse Lucca al genoemd in bronnen uit 1182.